# تيانجونغ 2
تيانجونغ 2 أو تيانجونج 2
( بالإنجليزية: Tiangong 2) ((البينيين: Tiāngōng èr hào))
هي محطة فضاء أرسلتها الصين الشعبية في يوم 15 سبتمبر 2016 لتدور في مدار حول الأرض.
يبلغ طول المحطة الفضائية تيانجونغ-2 نحو 9 أمتار، واقصى قطر لها يبلغ 35و3 متر . يمكنها احتواء 3 من رواد الفضاء. ويمكن لثلاثة رواد فضاء البقاء فيها لمدة 20 يوما..
في يوم 18 أكتوبر 2016 اشتبكت بها مركبة فضاء شينزهو 11 [Shenzhou 11]. وكان على متنها رائدي الفضاء الصينيين "جيغ هايبينغ" و"شين دونغ" . ومن المخطط إعادة تزويدها بالوقود بإرسال مركبة فضاء غير مأهولة، وهي مركبة الفضاء الصينية أيضا "تيانزهو في أبريل 2017. في نصف العام الثاني من عام 2017 سوف تقلع المركبة الفضائية شينزهو 12 وعلى متنها رائدي فضاء لتشتبك مع تيانجونغ 2 .

## اقرأ أيضا
- تشانغ إي-3